# Castel Weyer (Judenburg)
Castel Weyer (in tedesco Schloss Weyer) si trova a Reifling, frazione del comune austriaco di Judenburg nel Distretto di Murtal appartenente al Land della Stiria. La sua storia inizia nel XVI secolo.

## Storia

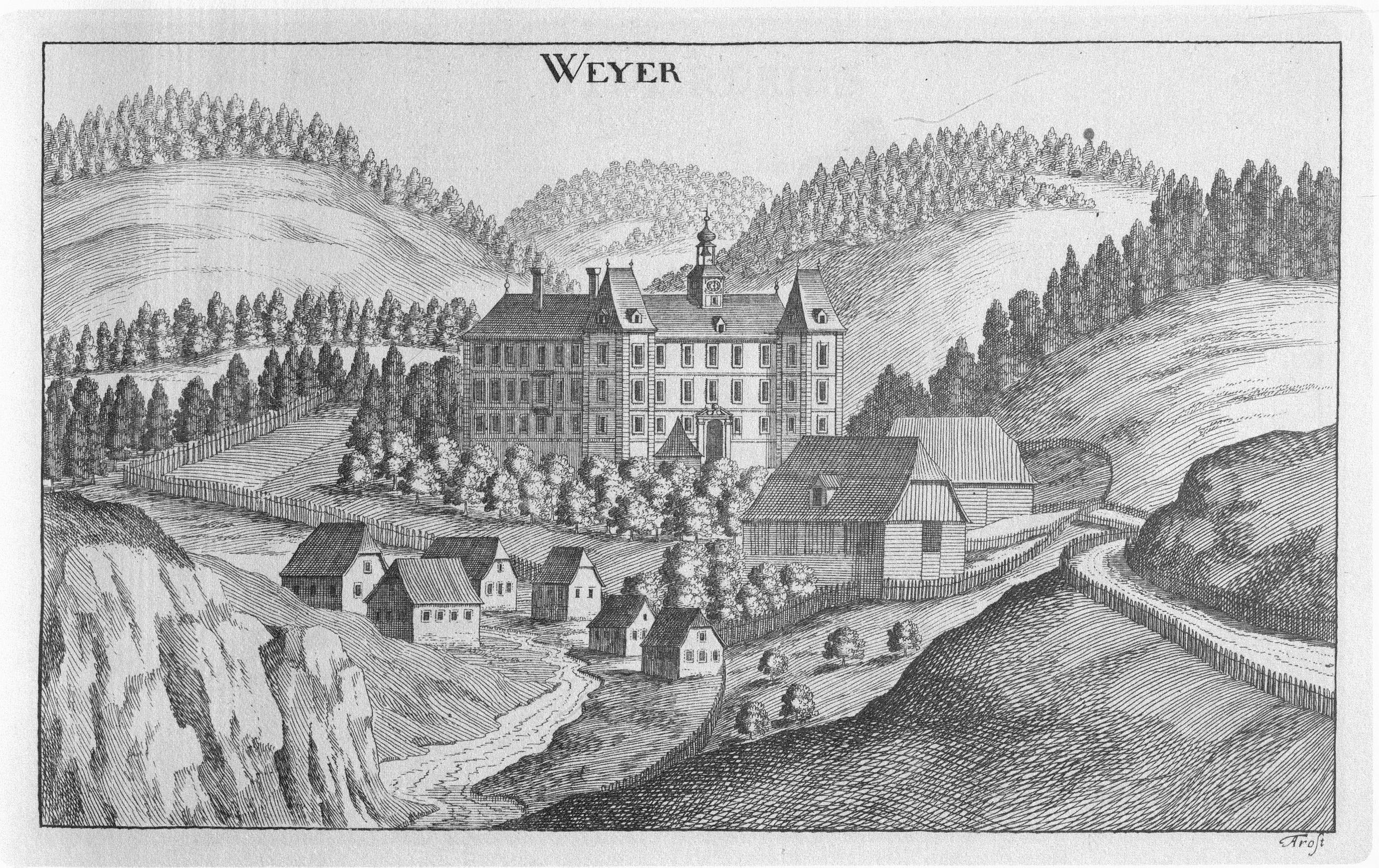
Castel Weyer in un'incisione del 1681, opera di Georg Mathias Vischer

Castel Weyer, come molti castelli storici, fu in origine una fattoria che apparteneva al dominio del Liechtenstein. Wilhelm Grasswein lo acquistò all'inizio del XVI secolo e lo trasformò in una residenza nobiliare piuttosto modesta. Nel 1592 Anna von Schrottenbach, nata Grasswein, ereditò la tenuta, ma quattro anni dopo la vendette a Christian Praunfalkh che iniziò a far eseguire lavori di ampliamento non prima però di aver provveduto ad un sicuro approvvigionamento idrico facendo installare una tubatura per l'acqua. Dopo la sua morte la sorella Susanna Freiin von Dietrichstein continuò l'opera e nel 1627 la proprietà passò a Sibilla von Teufenbach quando ancora non tutti i lavori iniziati erano stati ultimati. La von Teufenbach tuttavia, in quanto protestante e in pieno periodo di Controriforma, dovette lasciare la Stiria l'anno successivo. Il castello intanto era già passato a Johann Sebastian Zolten von Zoltenstein e poco dopo, nel 1631, il nuovo proprietario divenne il commerciante di Judenburg Hermann Heinricher von Heinrichsberg. A quel tempo la tenuta era in parte proprietà libera e in parte feudo dei Liechtenstein e degli Stubenberg. Heinricher nominò erede suo nipote Hans Pagge, che da quel momento assunse il nome di Johann Heinricher von Heinrichsberg. La tenuta rimase a disposizione della famiglia von Heinrichsberg sino a quando nel 1750 fu sequestrata a causa degli elevati debiti e posta sotto amministrazione controllata. Tre anni dopo il conte Franz Josef Heinrichsberg riacquistò il castello e nel 1780 gli successe la sorella Maria Theresia Edle von Sutter. Nel 1819 il maniero fu acquistato dal principe Franz von und zu Liechtenstein. Nel 1850 apparteneva a Carl Mayer e i cui eredi lo vendettero nel 1872 alla Judenburger Eisenwerke AG che lo utilizzò per allestirvi gli appartamenti dei suoi operai. Questo determinò un certo degrado della struttura inoltre, verso la fine della seconda guerra mondiale l'edificio fu gravemente danneggiato da una bomba. L'ala sud interessata dal bombardamento venne in seguito ristrutturata. La proprietà è stata acquistata dal comune di Judenburg che l'ha restaurò e la utilizza come edificio abitativo.

## Descrizione
Il castello si trova su una piccola collina a sud del comune austriaco di Judenburg nel Distretto di Murtal, Land della Stiria. Si tratta di un solido edificio a tre piani con pianta a ferro di cavallo che delimita un cortile che era chiuso nel quarto lato da fabbricati agricoli in seguito rimossi. Anticamente era dotato di un fossato e di un muro difensivo. Del fossato rimane un piccolo stagno, che ha dato anche il nome al castello. La facciata principale a nord è caratterizzata da due torri angolari aggettanti con feritoie che possono essere viste proprio sotto i tetti a forma di piramide. Racchiude un ampio cortile a forma di ferro di cavallo. Sulla facciata orientale una moderna costruzione in ferro consente il collegamento tra l'ala nord e quella sud. Sul lato del cortile le tre ali residenziali sono dotate di portici a tre piani con archi pressati e piuttosto irregolari. Anche alcuni pilastri appaiono molto tozzi. Un'incisione realizzata da Vischer nel 1681 mostra ancora un orologio su un campanile, scomparsi, così come il portale un tempo riccamente decorato. Un ingresso con volta a botte conduce al cortile. Sul soffitto in stucco della piccola ex cappella è rimasta la testimonianza di un'incisione con l'anno 1650.

### Bene architettonico tutelato
Castel Weyer è stato posto sotto tutela dei monumenti da parte della Repubblica austriaca col numero 12872.